# Simone Massi
Pour les articles homonymes, voir Massi.
Simone Massi (né le 23 mai 1970 à Pergola) est un réalisateur de films d'animation et un illustrateur italien.

## Biographie
Simone Massi est né en 1970 à Pergola, une petite commune italienne de la province de Pesaro et Urbino, et a étudié l’animation à Urbino. Ses films ne sont pas à proprement parler basés sur des actions, mais plutôt la mise en scène de petits riens du quotidien, ceux auxquels on ne prête guère attention. Massi utilise souvent de longs mouvements de caméra plutôt qu'un découpage traditionnel.
En 2006, son film d’animation La memoria dei cani a reçu des prix dans les plus importants festivals d'animation internationaux : Stuttgart, Hiroshima, Zagreb, Krok, en compétition au Festival d'Annecy et nommé aux festivals « Les Lutins du court-métrage » et aux « Nastri d’Argento ». En 2009, son court-métrage Nuvole Mani  était en compétition au 66e Festival international de Venise, au Festival international du court métrage de Clermont-Ferrand en 2010 et a été nommé aux David di Donatello en 2010. Ces deux derniers  films ont également été inclus dans la collection DVD “The Animation Show of Shows”, les meilleurs courts-métrages d’animations du monde, publié par Acme Filmworks - Los Angeles.
En février 2009 sort un coffret livre - DVD, avec 13 courts-métrages d’animation et le livre Poesia Bianca. Il cinema di Simone Massi écrit par Roberto Della Torre, édité par la Cinémathèque italienne de Milan.
En 2011, Simone Massi illustre les livres La casa sull'altura écrit par Nino De Vita avec une postface de Goffredo Fofi, Torino et Roma de Edmondo De Amicis. En novembre 2011 sort son nouveau film d’animation, Dell'ammazzare il maiale, qui remporte une mention spéciale du jury au 29e Festival du film de Turin où il est qualifié par le jury de « flèche douloureuse et magnifique qui transperce notre mémoire ». En avril 2012, le film a gagné le prix David di Donatello du meilleur court métrage.
Le critique d’animation Giannalberto Bendazzi a défini Simone Massi comme « le meilleur ambassadeur de l’animation italienne à l'étranger, pour appréciation et pour prix reçus ».
Simone Massi est l'auteur des initiales du 69e, 70e, 71e, 72e et 75e Festival international de Venise. Le court métrage, qui dure trente secondes et fait 300 dessins faits à la main, est un hommage à Fellini, Angelopoulos, Wenders, Olmi, Tarkovski, Dovjenko.
Un nouveau DVD regroupant ses courts métrages sort en 2014: Nuvole e mani. Il cinema animato di Simone Massi. Minimum Fax.
En 2016 a été le directeur artistique du "Animavì – festival international d'animation poétique", festival internationale des films d'animations qui a lieu a Pergola (Pesaro et Urbino).

## Filmographie
- Immemoria (1995)
- In Aprile (1995)
- Millennio (1995)
- Racconti (1996)
- Il giorno che vidi i sorci verdi (1996)
- Niente (1996)
- Il giorno che vidi i sorci verdi III (1997)
- Keep on! Keepin' on! (1997)
- Ecco, adesso (1998)
- Adombra (1999)
- Il giorno che vidi i sorci verdi I (2001)
- Pittore, Aereo (2001)
- Tengo la posizione (2001)
- Piccola mare (2003, narrateur Marco Paolini)
- Io so chi sono (2004)
- La memoria dei cani (2006, production: Arte-France)
- Nuvole, mani (2009, production: Sacrebleu productions, narrateur: Serge Avédikian)
- Dell'ammazzare il maiale (2011)
- Fare fuoco (2012)
- Lieve, dilaga (2012)
- Animo resistente (2013)
- L'attesa del maggio (2014)

## Livres
- Poesia Bianca. Il cinema di Simone Massi (2010) écrit par Roberto Della Torre, Éditeur Fondazione Cineteca Italiana
- La casa sull'altura (2011) écrit par Nino De Vita, Éditeur Orecchio Acerbo
- Torino (2011) écrit par Edmondo De Amicis, Éditeur Ecra
- Roma (2011) écrit par Edmondo De Amicis, Éditeur Ecra
- Firenze (2012) écrit par Edmondo De Amicis, Éditeur Ecra
- Le Marche (2012) écrit par Guido Piovene, Éditeur Ecra
- Il topo sognatore e altri animali di paese (2013) écrit par Franco Arminio, Éditeur Rrose Sélavy
- Nuvole e mani. Il cinema animato di Simone Massi (2014) ecrit par Fabrizio Tassi, edizioni Minimum Fax
- Buchettino (2016) testi di Chiara Guidi, edizioni Orecchio Acerbo
- Le Maître d'école (2017) album documentaire  écrit par Fabrizio Silei, Éditions Âne Bâté
- Les mains de ma mère (2019) écrit par Yvon Le Men, Éditions Bruno Doucey
- Abbcecedario del dialetto pergolese e dell'alta Valle del Cesano (2020), écrit par Simone Massi, Éditeur Ecra